# Mistrzostwa Świata w Lekkoatletyce 1987 – rzut oszczepem kobiet

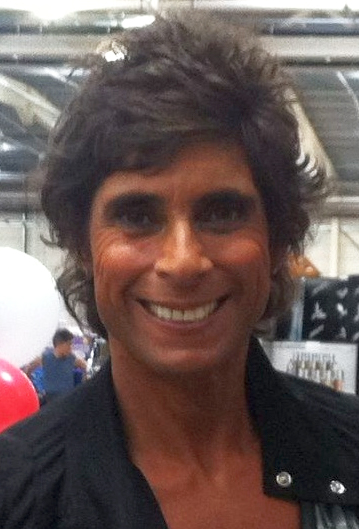
Mistrzyni świata Fatima Whitbread

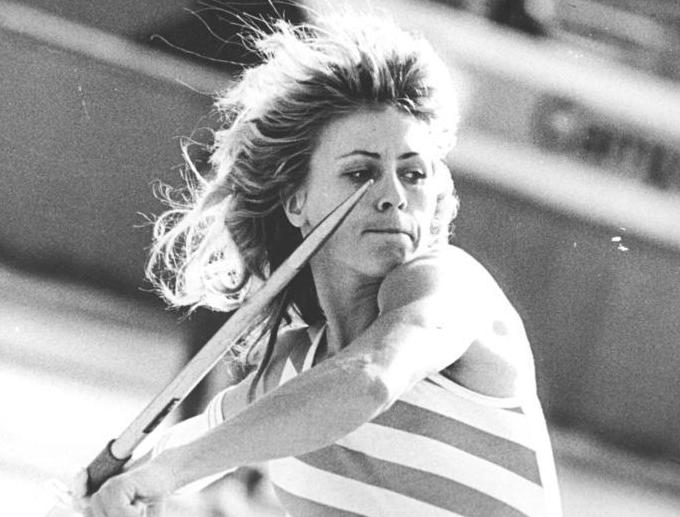
Wicemistrzyni świata Petra Felke

Rzut oszczepem kobiet – jedna z konkurencji technicznych rozgrywanych podczas lekkoatletycznych mistrzostw świata w 1987 na Stadionie Olimpijskim w Rzymie.
Zwyciężczynią została Fatima Whitbread z Wielkiej Brytanii. Tytułu zdobytego na poprzednich mistrzostwach nie obroniła Tiina Lillak z Finlandii, która tym razem zajęła 6. miejsce.

## Terminarz
| Data       |              |
| ---------- | ------------ |
| 5 września | Kwalifikacje |
| 6 września | Finał        |

## Rekordy
|                          | Zawodniczka  | Wynik | Miejsce  | Data                  |
| ------------------------ | ------------ | ----- | -------- | --------------------- |
| Rekord świata            | Petra Felke  | 78,90 | Lipsk    | 28 lipca 1987(dts)    |
| Rekord mistrzostw świata | Tiina Lillak | 70,82 | Helsinki | 13 sierpnia 1983(dts) |

## Wyniki

### Kwalifikacje
Zawodniczki startowały w dwóch grupach. Minimum kwalifikacyjne wynosiło 64,00 m. Do finału awansowały miotaczki, które uzyskały minimum (Q) lub 12 zawodniczek z najlepszymi wynikami (q).
| Pozycja | Grupa | Zawodniczka          | Państwo           | Wynik | Uwagi |
| ------- | ----- | -------------------- | ----------------- | ----- | ----- |
| 1       | A     | Petra Felke          | NRD               | 69,16 | Q     |
| 2       | B     | Fatima Whitbread     | Wielka Brytania   | 67,00 | Q     |
| 3       | A     | Tessa Sanderson      | Wielka Brytania   | 66,46 | Q     |
| 4       | B     | Ingrid Thyssen       | RFN               | 64,54 | Q     |
| 5       | A     | Beate Peters         | RFN               | 64,26 | Q     |
| 6       | A     | Irina Kostiuczenkowa | ZSRR              | 63,04 | q     |
| 7       | A     | Katalin Hartai       | Węgry             | 62,68 | q     |
| 8       | B     | Ivonne Leal          | Kuba              | 62,60 | q     |
| 9       | B     | Tiina Lillak         | Finlandia         | 62,34 | q     |
| 10      | B     | Susanne Jung         | NRD               | 62,26 | q     |
| 11      | B     | Manuela Alizadeh     | RFN               | 62,16 | q     |
| 12      | A     | Natalla Jermołowicz  | ZSRR              | 60,78 | q     |
| 13      | A     | Ana Weruli           | Grecja            | 60,60 |       |
| 14      | B     | Natalja Szykolenko   | ZSRR              | 60,40 |       |
| 15      | A     | Zhou Yuanxiang       | Chiny             | 59,46 |       |
| 16      | B     | Céline Chartrand     | Kanada            | 59,06 |       |
| 17      | A     | Elisabet Nagy        | Szwecja           | 58,72 |       |
| 18      | A     | María Colón          | Kuba              | 57,82 |       |
| 19      | A     | Emi Matsui           | Japonia           | 57,78 |       |
| 20      | B     | Tuula Laaksalo       | Finlandia         | 57,24 |       |
| 21      | A     | Denise Thiémard      | Szwajcaria        | 56,34 |       |
| 22      | B     | Li Baolian           | Chiny             | 55,96 |       |
| 23      | A     | Sueli dos Santos     | Brazylia          | 55,48 |       |
| 24      | B     | Trine Solberg        | Norwegia          | 55,30 |       |
| 25      | B     | Cathie Wilson        | Stany Zjednoczone | 54,80 |       |
| 26      | B     | Íris Grönfeldt       | Islandia          | 54,00 |       |
| 27      | A     | Marieta Riera        | Wenezuela         | 53,38 |       |
| 28      | A     | Lee Hui-cheng        | Chińskie Tajpej   | 51,42 |       |
| 29      | A     | Mereoni Vibose       | Fidżi             | 48,60 |       |
| 30      | B     | Iammo Launa          | Papua-Nowa Gwinea | 42,70 |       |
| –       | B     | Laverne Eve          | Bahamy            | NM    |       |

### Finał
| Poz. | Zawodniczka          | Państwo         | #1    | #2    | #3    | #4    | #5    | #6    | Wynik | Uwagi |
| ---- | -------------------- | --------------- | ----- | ----- | ----- | ----- | ----- | ----- | ----- | ----- |
| 01 ! | Fatima Whitbread     | Wielka Brytania | 61,70 | 69,02 | 71,34 | 73,16 | 76,64 | 72,14 | 76,64 | CR    |
| 02 ! | Petra Felke          | NRD             | 70,30 | 71,76 | 66,84 | x     | 72,56 | x     | 71,76 |       |
| 03 ! | Beate Peters         | RFN             | 68,82 | x     | 62,24 | 61,12 | 57,96 | x     | 68,82 |       |
| 4.   | Tessa Sanderson      | Wielka Brytania | x     | 67,54 | 63,54 | 62,88 | 62,00 | 63,66 | 67,54 |       |
| 5.   | Susanne Jung         | NRD             | 60,36 | x     | 67,46 | x     | 57,96 | x     | 67,46 |       |
| 6.   | Tiina Lillak         | Finlandia       | 56,56 | 66,82 | x     | 56,80 | 59,74 | x     | 66,82 |       |
| 7.   | Natalla Jermołowicz  | ZSRR            | 60,14 | 65,52 | x     | x     | x     | x     | 65,52 |       |
| 8.   | Ivonne Leal          | Kuba            | 61,86 | 64,90 | x     | x     | x     | 64,52 | 64,90 |       |
| 9.   | Ingrid Thyssen       | RFN             |       |       |       |       |       |       | 64,12 |       |
| 10.  | Manuela Alizadeh     | RFN             |       |       |       |       |       |       | 63,40 |       |
| 11.  | Katalin Hartai       | Węgry           |       |       |       |       |       |       | 60,88 |       |
| 12   | Irina Kostiuczenkowa | ZSRR            |       |       |       |       |       |       | 60,60 |       |